# La Altagracia
La Altagracia er den østligste af de 31 provinser i den Dominikanske Republik.
Navnet stemmer fra maleri af Nuestra Senora de La Altagracia, bragt fra Spanien i det 1500-tallet. Flere mirakler er tilskrevet til dette arbejde.
Det er i øjeblikket den førende provins i landet med hensyn til turisme, provinsen har Punta Cana International Airport, som er den vigtigste lufthavn på øen, da den modtager 64 % af alle flyvninger, der ankommer til landet det er også den første internationale privat lufthavn i verden.
| Geografi/geologi | Spire Denne artikel om geografi er en spire som bør udbygges. Du er velkommen til at hjælpe Wikipedia ved at udvide den. |

18°37′N 68°43′V / 18.62°N 68.71°V